# Chi (Familienname)
Chi ist ein vor allem im ostasiatischen Raum weit verbreiteter Familienname. 
Nach dem System Wade-Giles ist Chi die Umschrift für den chinesischen Familiennamen Ji, Ch’i (oft ebenfalls Chi geschrieben) steht für Qi.

## Namensträger
- Andir Chi (* 2000), belizischer Fußballspieler
- Bryan Chi (* 1999), kubanischer Baseballspieler
- Chao-Li Chi (1927–2010), US-amerikanischer Schauspieler
- Chi Cheng (Leichtathletin) (* 1944), taiwanische Leichtathletin
- Chi Cheng (Musiker) (1970–2013), US-amerikanischer Musiker
- Chi Chunxue (* 1998), chinesische Skilangläuferin
- Gaspar Antonio Chi (1531–1610), indigener Maya-Chronist
- Gregg Belisle-Chi (* 1990), kanadischer Jazzmusiker
- Chi Haotian (* 1929), chinesischer Politiker, Spitzenpolitiker in der Volksrepublik China
- Chi In-jin (* 1973), südkoreanischer Boxer
- Jimmy Chi (1948–2017), Autor, Komponist und Musiker der Aborigines
- Chi Le (* 1987), vietnamesische Schauspielerin
- Michelene Chi, US-amerikanische Erziehungs- und Kognitionswissenschaftlerin
- Chi Pang-yuan (1924–2024), taiwanische Schriftstellerin und Hochschuldozentin
- Chi Rong (* 1976), chinesische Volleyball- und Beachvolleyballspielerin
- Chi Shu-ju (* 1982), taiwanische Taekwondoin
- Chi Sim (1644–1912), legendärer Älteren der Shaolin
- Thuy-Han Nguyen-Chi (* 1988), deutsche Künstlerin und Filmemacherin
- Tseng Kwong Chi (1950–1990), US-amerikanischer Fotograf